# 구랑 지진

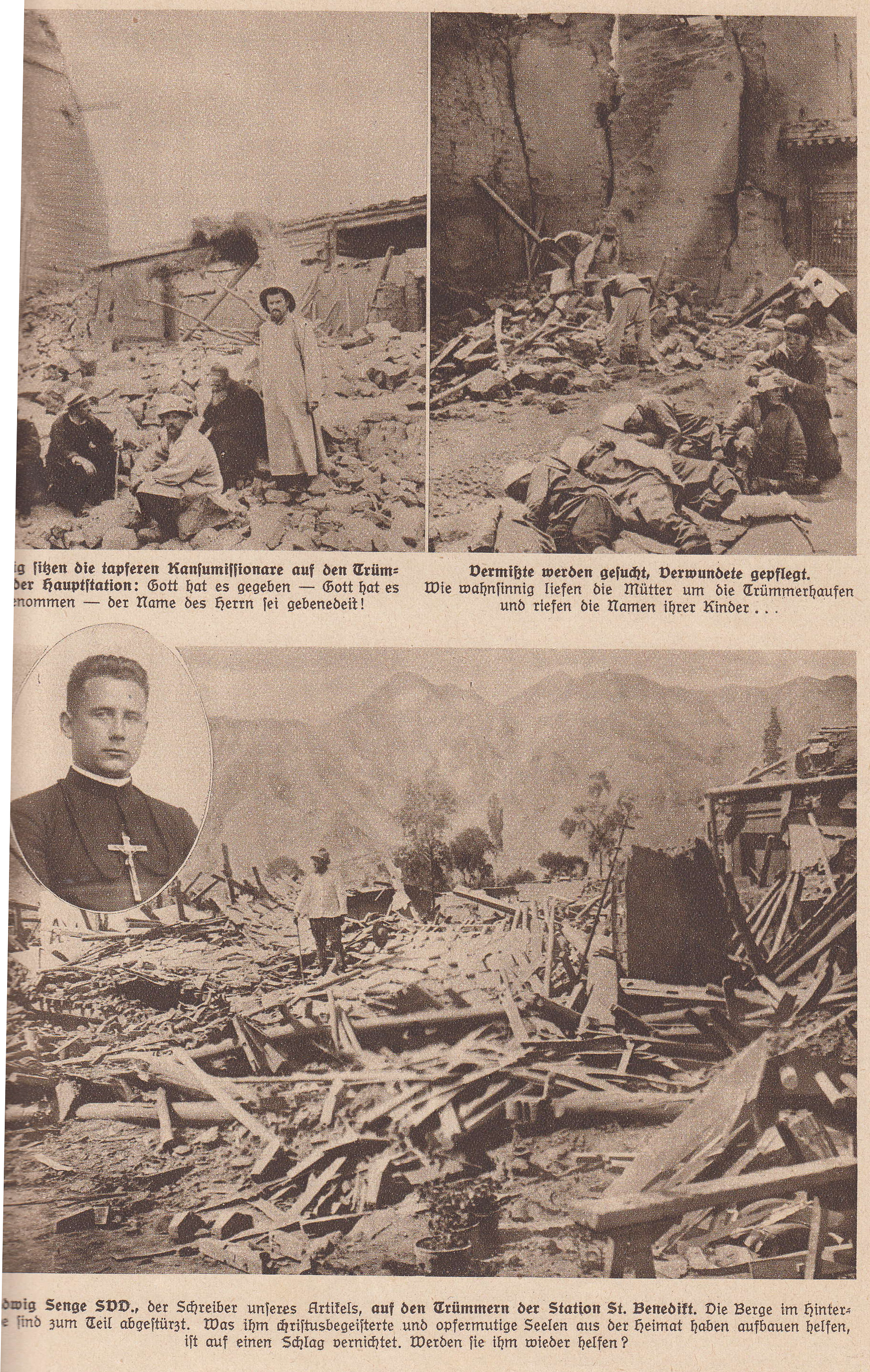
지진에 의한 피해

구랑 지진(古浪地震)은 1927년 5월 23일에 중국의 간쑤성 구랑현에서 발생한 지진이다. 지진 규모는 Mw7.6 (Ms8.0). 이 지진으로 약40,900명의 사망자가 발생했다.

## 같이 보기
- 중국의 지진 목록